# イオンモール土浦
イオンモール土浦（イオンモールつちうら）は、茨城県土浦市に立地し、イオンモール株式会社が運営するモール型ショッピングセンターである。イオン土浦店と専門店から構成される。2009年（平成21年）5月28日開業。2011年（平成23年）11月20日まではイオン土浦ショッピングセンターの名称で営業していた。

## 店舗概要
3階建（屋上駐車場完備）で環境に配慮した技術や仕組みを採用したイオンのエコストア。ソーラーパネルの設置やLED照明など省エネルギー技術の導入や、100%リサイクル可能なタイルカーペットをはじめ、再生プラスチック車止めなどへの再生材の利用、壁面緑化など、CO2排出量削減や省エネルギーの実現に向け取り組んでいるとしている。
出店テナント全店の一覧・詳細情報は公式サイト「フロアマップ」を、営業時間およびATMを設置する金融機関の詳細は公式サイト「モールガイド」を参照。
面積
- 敷地：158,368m2
- 商業施設：79,682m2

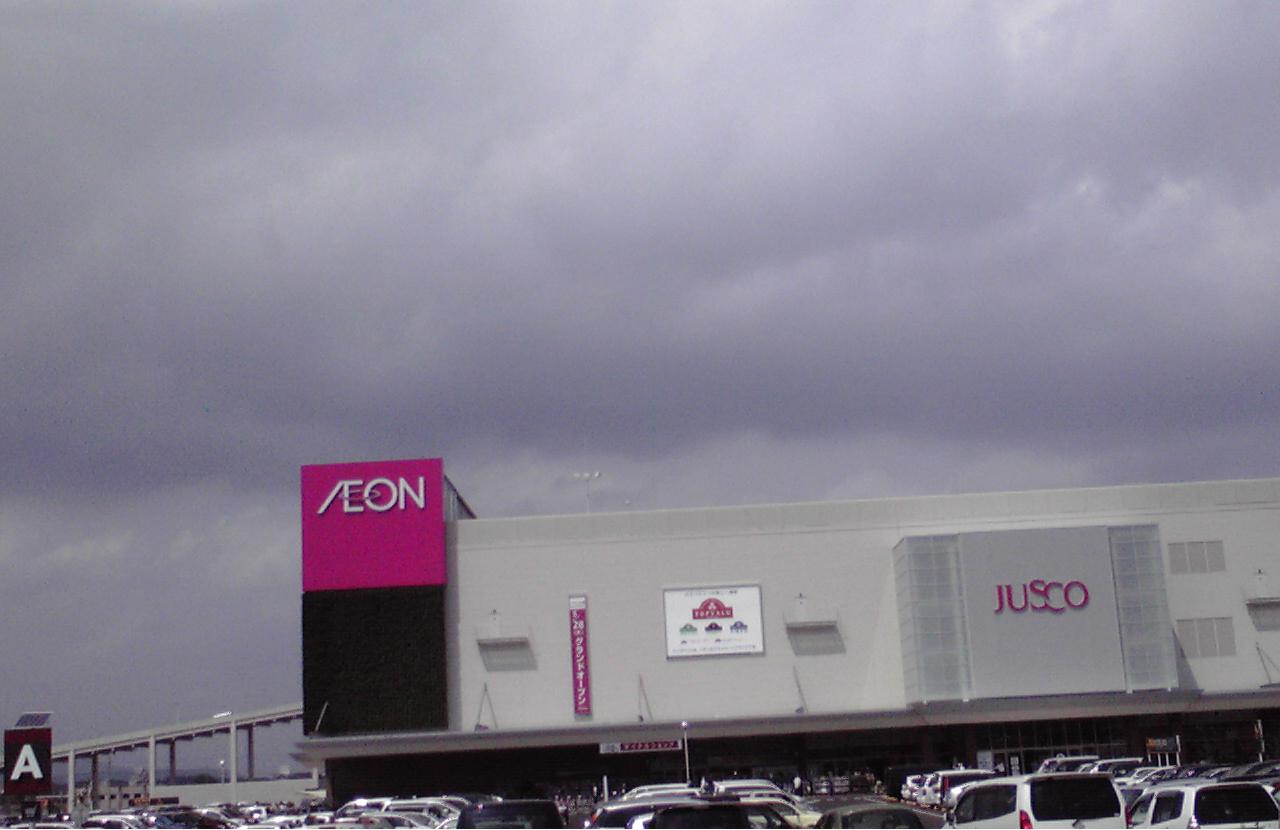
イオン土浦店：17,950m2
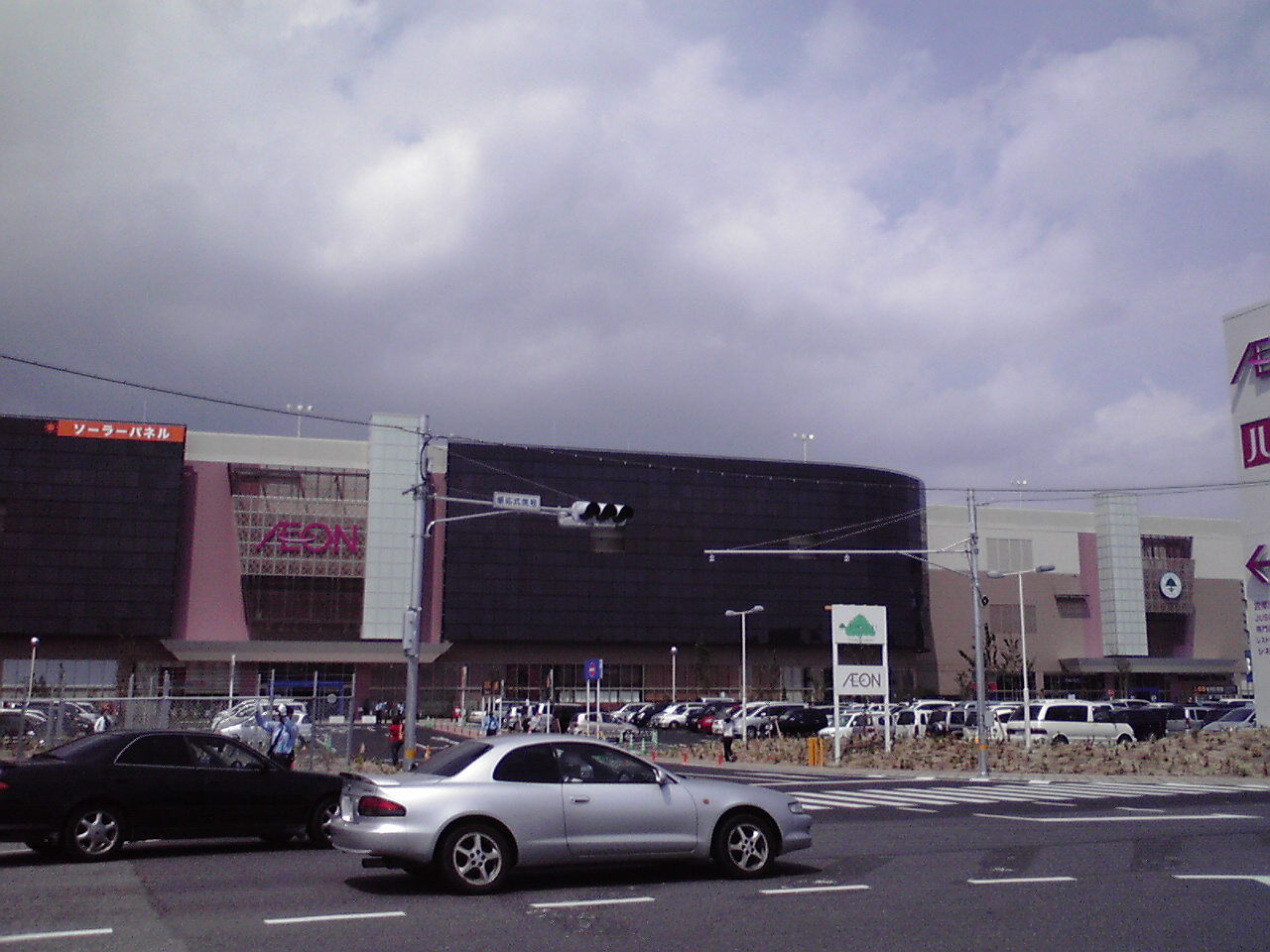
ソーラーパネル
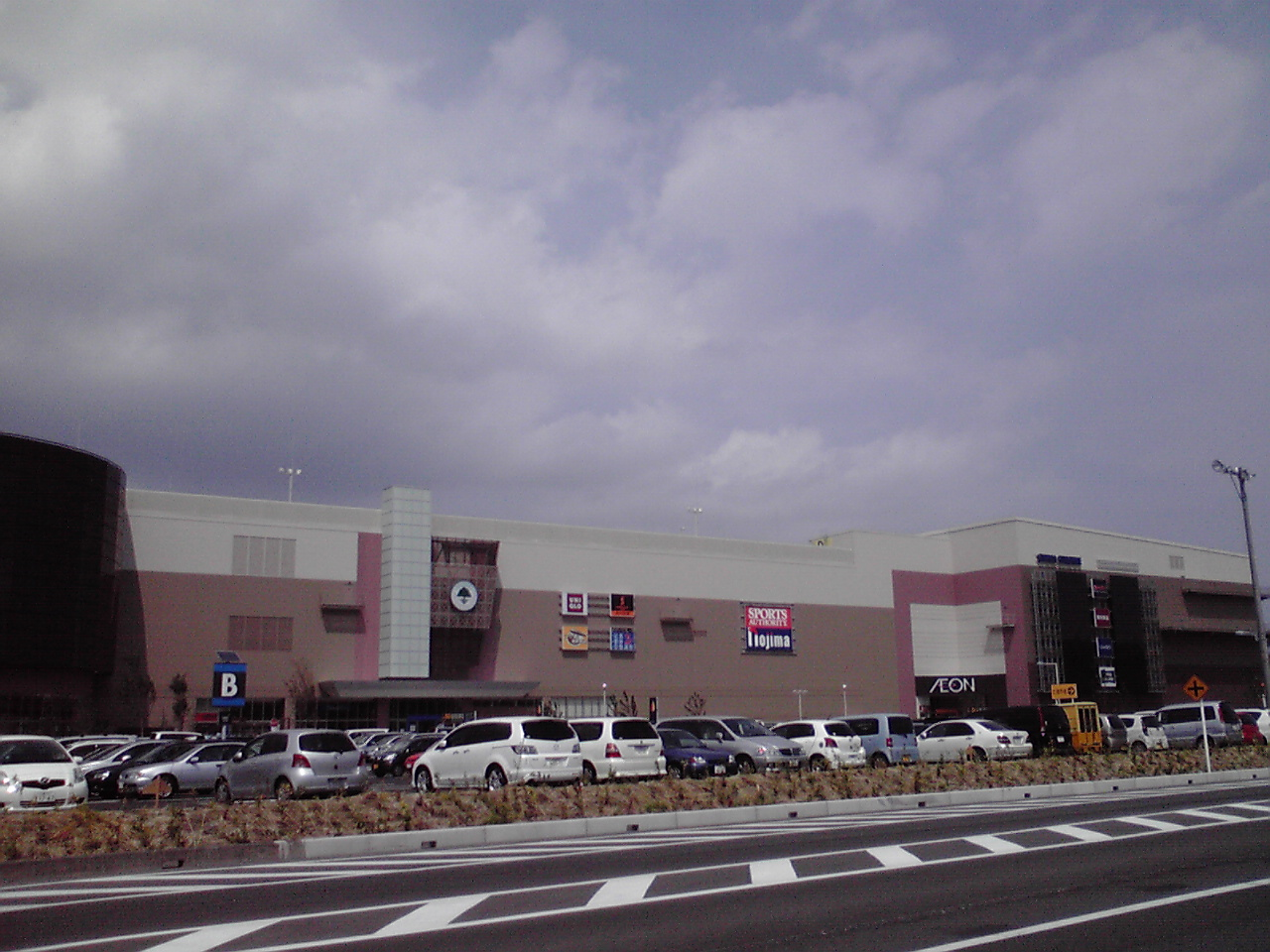
専門店：32,894m2
- 飲食店・サービス：7,753m2

- イオン土浦店
- ソーラーパネル
- 専門店部分

## 歴史
- 2009年（平成21年）
  - 5月22日 - ソフトオープン。
  - 5月28日 - グランドオープン。
- 2011年（平成23年）
  - 3月1日 - 核店舗であるGMS「ジャスコ土浦店」の名称を「イオン土浦店」に変更。
  - 11月21日 - 「イオンモール土浦」に名称変更[2]。
- 2013年（平成25年）
  - 管理・運営者がイオンリテール株式会社からイオンモール株式会社に移管[3]。

## かつて存在したテナント
- HMV（3階）- オープンから1年ほどで閉店した。
- 天下一品（1階）
- ブルーシールカフェ（1階）

## 土浦再発見コーナー
イオンモール土浦では「土浦再発見コーナー」を設置し土浦の魅力を発信したり、イオンの農産物売り場でJA土浦の商品を取り扱うなど、地域密着型の店舗を目指している。

## 土浦全国花火競技大会の対応
毎年11月第一土曜日に開催される土浦全国花火競技大会の打ち上げ場所に隣接しており、花火大会開催にともなう危険防止などの理由で設定された立入禁止区域に立地しており、店舗駐車場への無断駐車なども考慮した結果、当日は全館で休業し完全閉鎖する。

## 交通アクセス

### バス

#### 店内発着

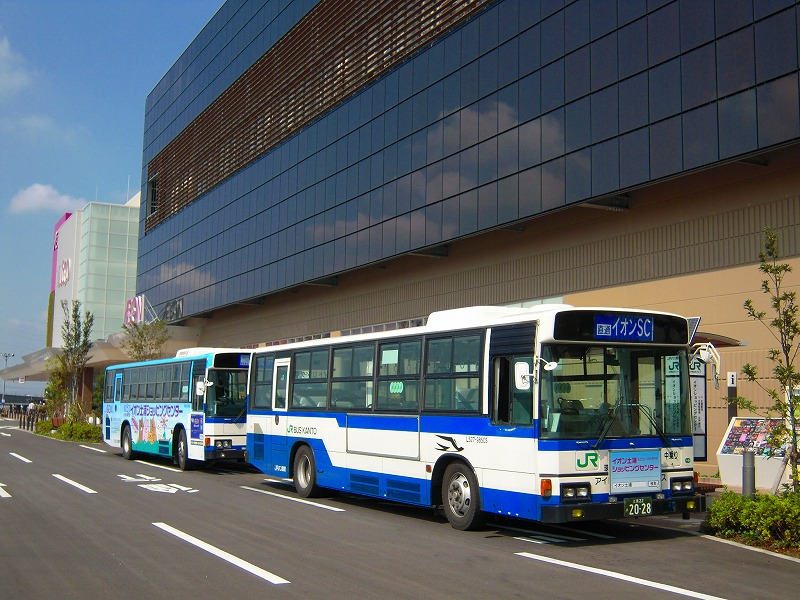
バス停

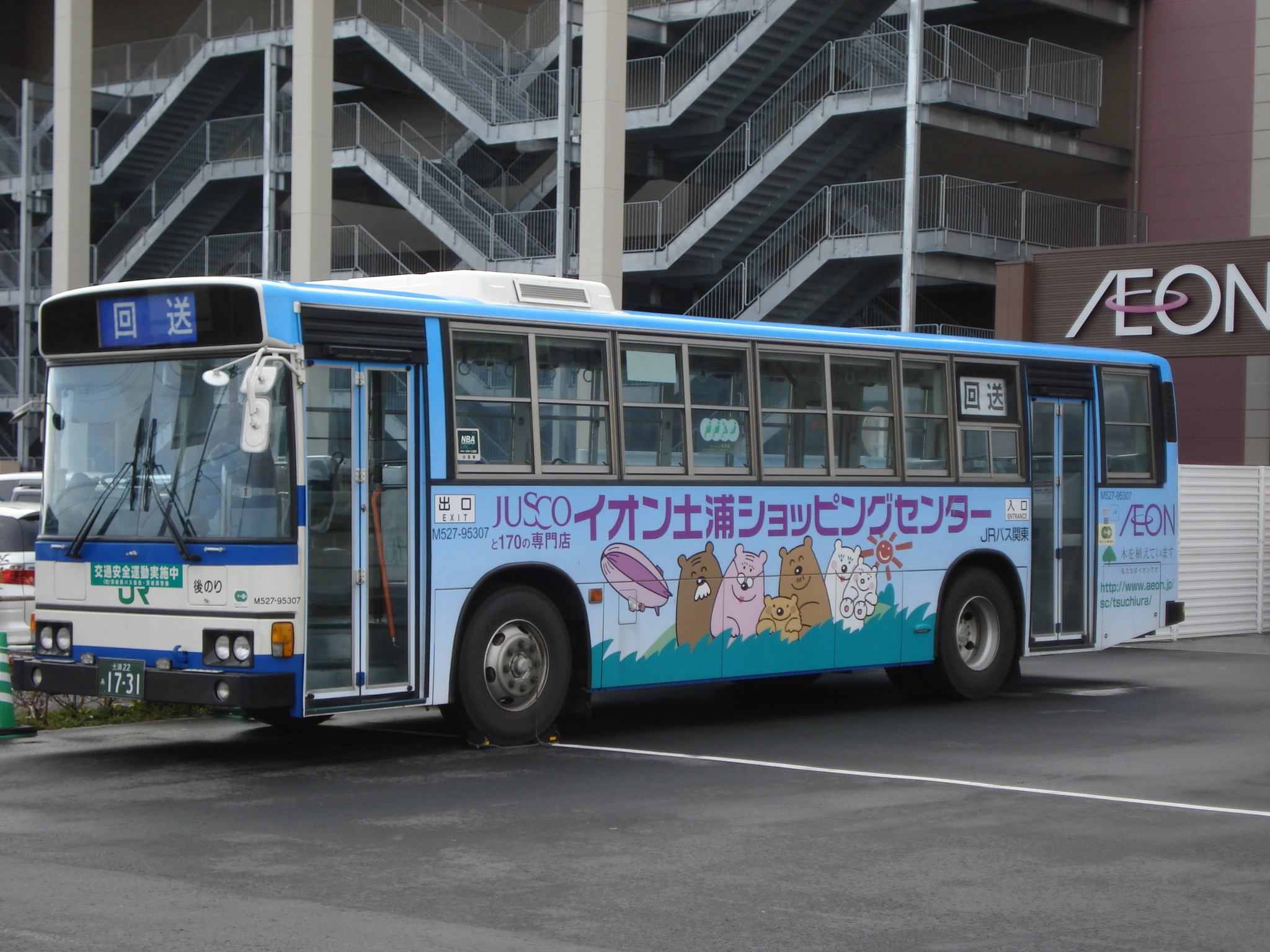
JRバス関東の路線バス（名称変更前）

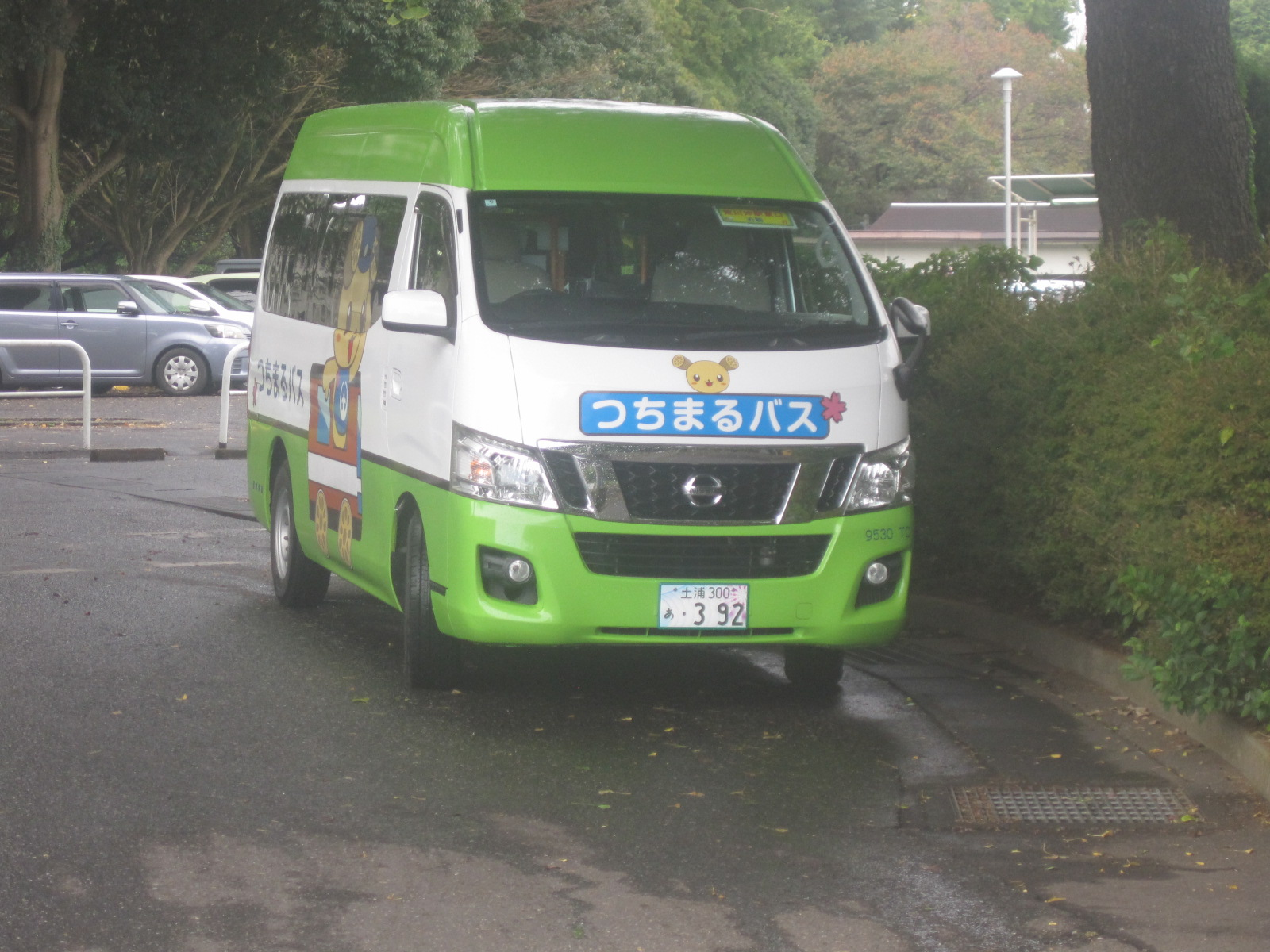
つちまるバス(関東鉄道運行)

開業と同時にジェイアールバス関東が独占的に乗り入れ開始。停留所名は店名と同じ。この時、土浦市内のバスでは初めてSuica（PASMO）が導入され、IC割引運賃や店側のポイントが付くサービスが実施された。土浦駅方面は土休日の便数が多く、若年層を中心に土浦市街地から顧客を吸い上げている。一方、開業当初あった江戸崎（稲敷市）直通は早々に取りやめられ、つくば駅方面は度重なる減便の上、2023年10月1日をもって廃止された。2024年7月16日より、関東鉄道との共同運行になった。2021年10月には『つちまるバス』が乗り入れ開始し、荒川沖駅へのアクセスも可能になった。なお、店の休業日には全面運休となる。
- ジェイアールバス関東（土浦支店）・関東鉄道（土浦営業所）
  - 土浦駅（西口） - （※経由地は便により異なる） - イオンモール土浦（平日毎時2便程度／土休日毎時3便程度）

- つちまるバス
  - 霞ヶ浦医療センター - イオンモール土浦 - 中村南二丁目公民館 - 荒川沖駅西口
  - 霞ヶ浦医療センター - イオンモール土浦 - 右籾神社前 - 荒川沖駅東口

#### 付近バス停発着
店舗付近に「下高津小学校下」バス停があり、つくば駅方面からの足を担う。この路線は開業前から存在するも便数が少なく、アクセス路線としては機能していない。2019年4月からつくば市路線バス増便実証実験事業により一日8往復にまで増加されたものの、2022年4月1日に実証実験終了にともない元の本数に減便された。2023年4月1日の改正で休日運休となった。
- 関東鉄道（土浦営業所）
  - 野田団地線 [11D]（土浦駅（西口） - 下高津小学校下  - 野田団地 - つくばセンター）

### 自動車
当モールは国道6号土浦バイパス、茨城県道123号土浦坂東線、土浦学園線（茨城県道24号土浦境線）に近接する。常磐自動車道桜土浦ICから約10分、土浦北ICから約15分。

## 近隣の商業施設
10km圏内に大規模複合型ショッピングセンター（SC）が当モール含めて5箇所も立地しており、この地域はオーバーストアであるとの指摘がある。さらにその外周にはあみプレミアム・アウトレット、イオンモール下妻等が控える他、SCテナントとも競合することがあるロードサイドの専門店やレジャー施設（映画館等）も比較的多い。
そのため圏内では2013年3月に当モールと同一経営のイオンモールつくばが開業した一方で2013年2月にイトーヨーカドー土浦店（土浦駅前・ウララ）が撤退、土浦駅ビルでさえ商業施設から脱却せざるを得ない（2018年）ほど競争が激しい。
- トナリエつくばスクエア（ロピア・ケーズデンキ・Loft・京成など）

約7km。つくば駅直結。都市型。前身のクレオ時代は西武、イオンが入居していた。
- イオンモールつくば

約8km。つくば市稲岡。つくば駅及びひたち野うしく駅から路線バスあり。郊外型。
- イーアスつくば（カスミ・三越など）

約10km。郊外型であるが、研究学園駅徒歩圏。